# إيكر فرنانديز
إكير فرنانديز (بالإسبانية: Iker Fernández)‏ (و. 1977  م) هو رياضي، ومتزلج على الثلوج إسباني، ولد في سان سيباستيان، شارك في الألعاب الأولمبية الشتوية 2002، والألعاب الأولمبية الشتوية 2006.

## روابط خارجية
- إكير فرنانديز على موقع الاتحاد الدولي للتزلج (ركوب لوح الثلج) (الإنجليزية)
- إكير فرنانديز على موقع أوليمبيديا (الإنجليزية)